# Donjon de Marthon
Le château de Marthon est situé dans la commune de Marthon dans la Charente ; il n'en reste que le donjon, anciennement appelée Tour du Breuil.

## Historique
La seigneurie de Marthon existe depuis le Xe siècle. Son premier seigneur connu est Hugues de Marthon, fils cadet né du mariage de Robert de Montberon avec une fille d'Audouin II, comte d'Angoulême.
Le donjon est le seul vestige de l'ancien château, qui s'élevait au nord-est et dont on peut encore distinguer l'enceinte. Sa construction date des XIIe ou XIIIe siècle
Pendant la guerre de Cent Ans, les seigneurs de Marthon restèrent fidèles au roi de France. La nuit de 5 au 6 mai 1347, les Anglais surprirent le château et y mirent le feu, en ravageant toute la châtellenie. 
Au XVe siècle, lors des démêlés du roi Louis XI avec son frère Charles, duc de Guyenne, l'armée royale trouva un appui solide dans ce château.
Le nouveau château, situé à l'écart et dont la construction a commencé au XVIe siècle par Hubert de La Rochefoucauld, baron de Marthon, a achevé la ruine de l'ancien château.

## Architecture
Le château était constitué d'une enceinte polygonale dominée par le donjon carré à l'angle sud-ouest.
Le corps d'habitation s'adossait à la face nord de la tour ; une tourelle a disparu.
Il possédait une chapelle romane à deux étages, le niveau inférieur servant d'abri aux pèlerins et le niveau supérieur réservé au seigneur.
En 1960, le donjon a été arasé d'un mètre.
Il est inscrit aux monuments historiques depuis 1928.

Le donjon de Marthon
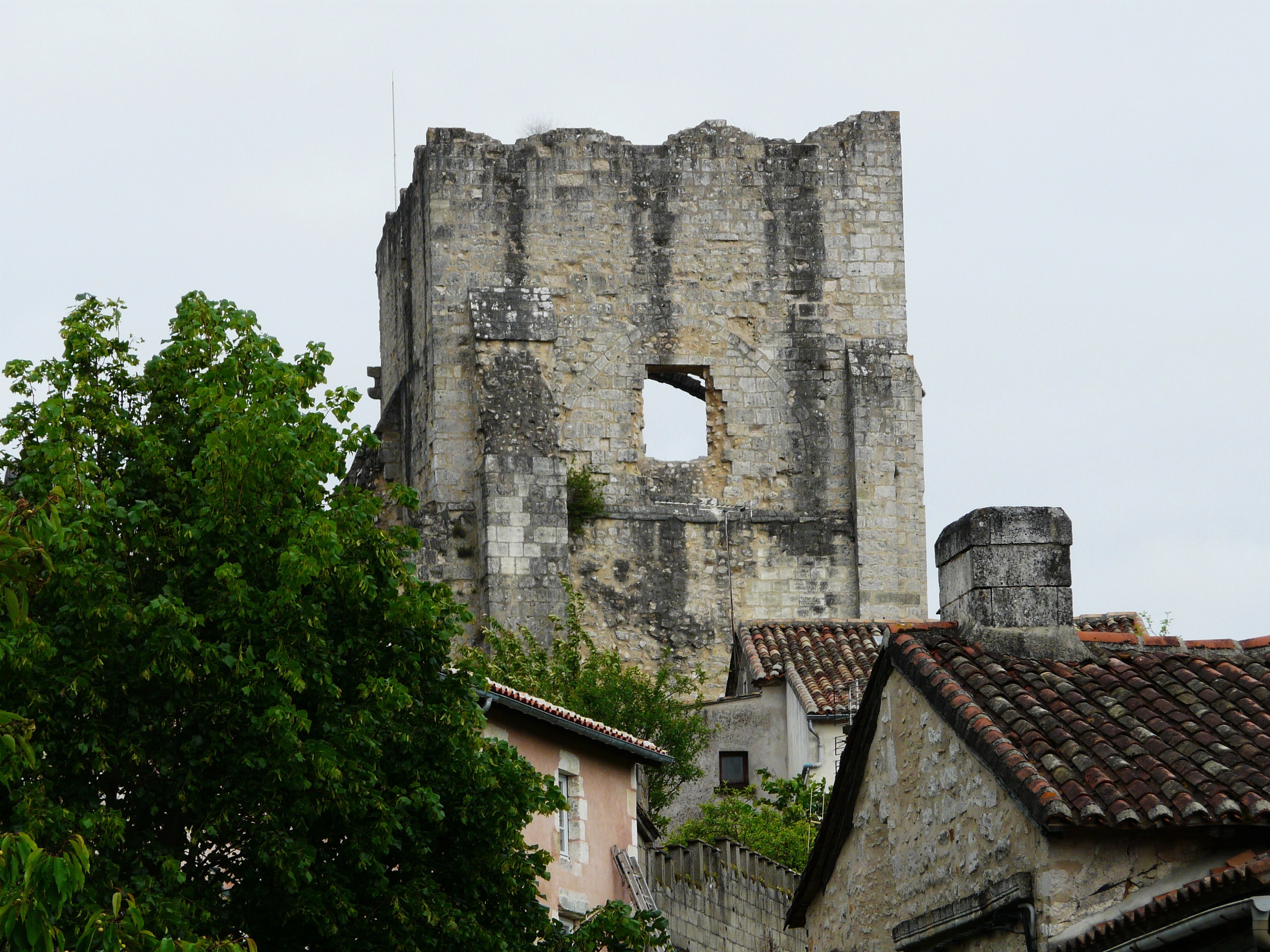
Vu du village
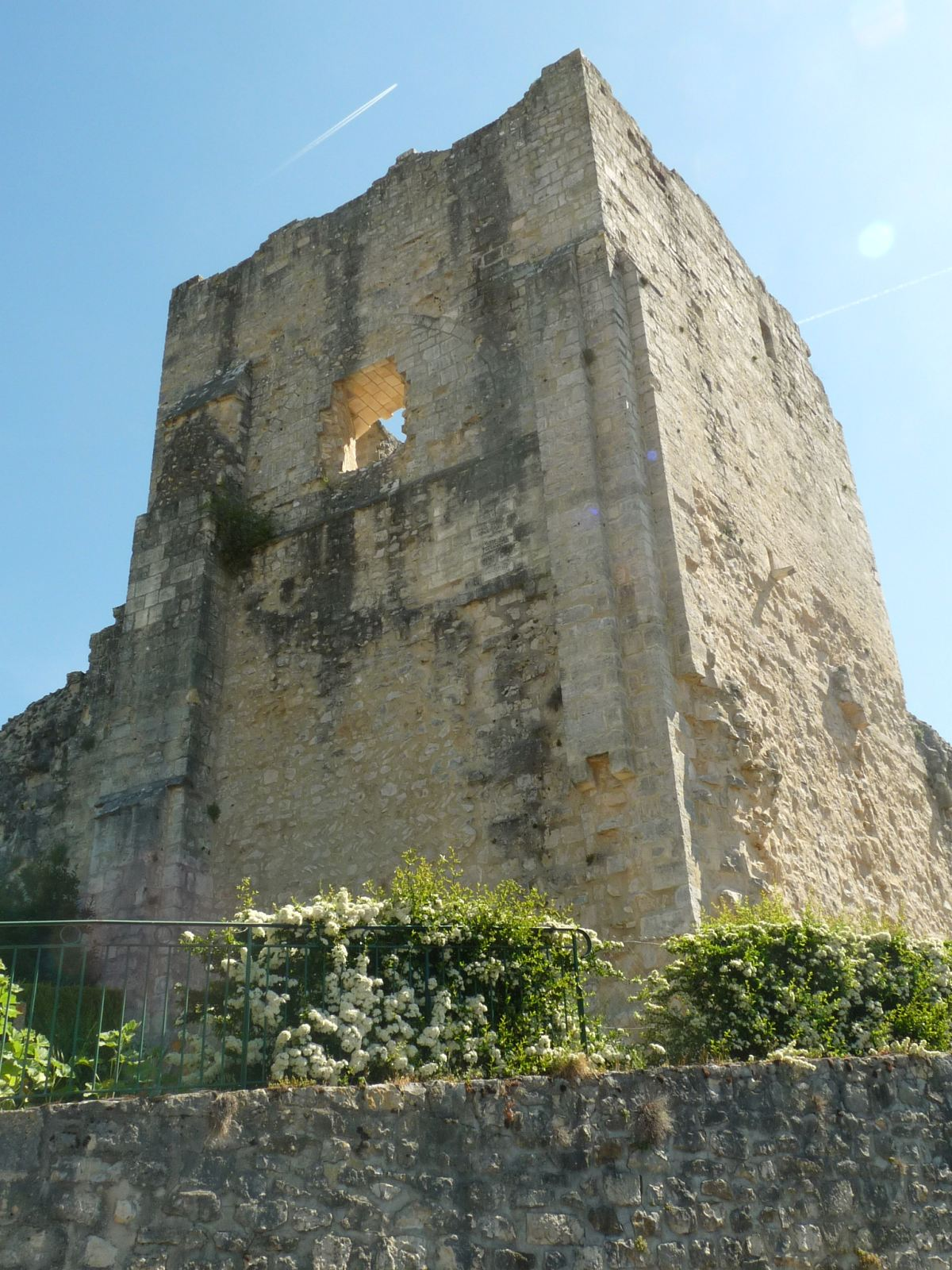
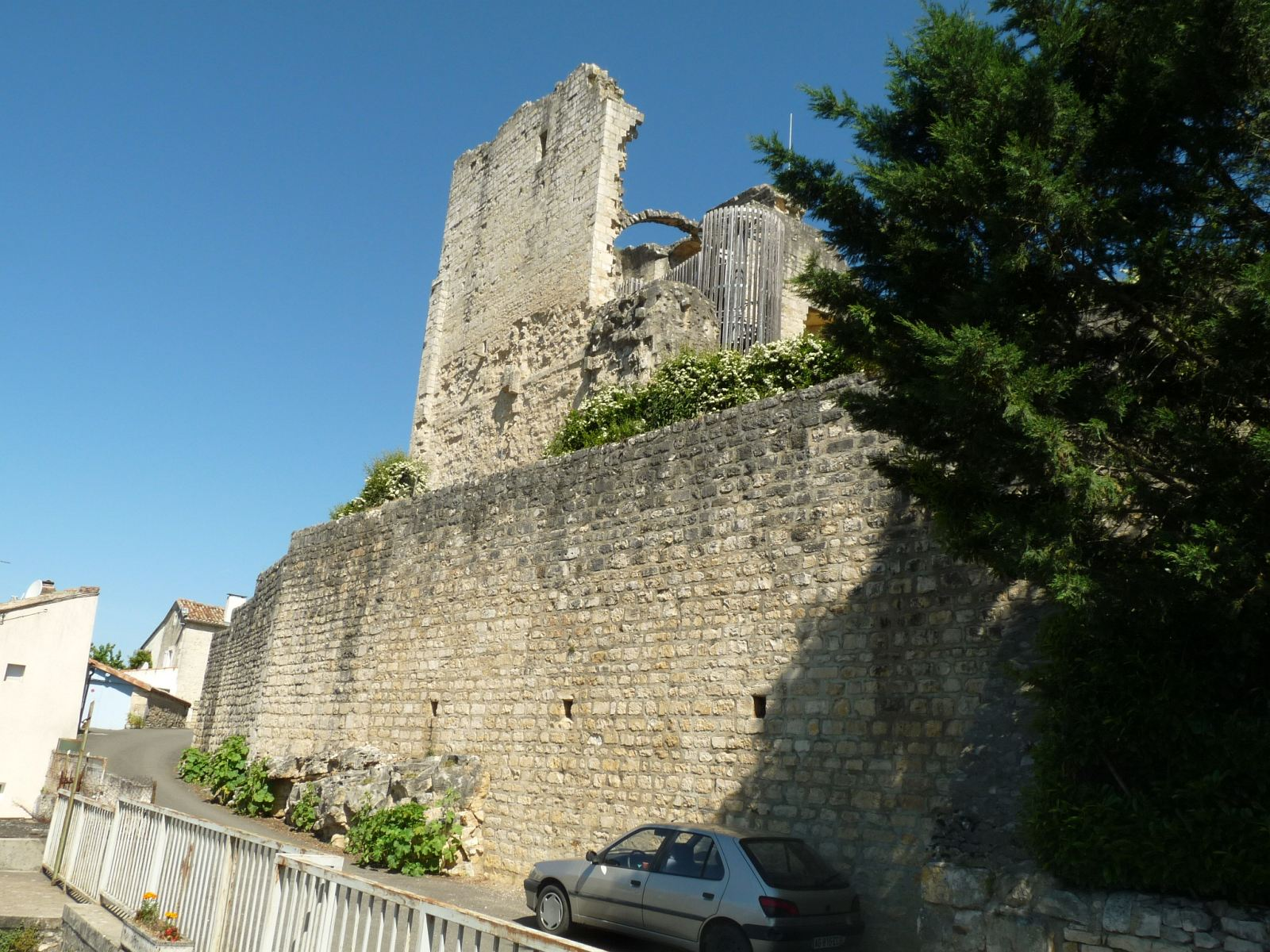
Vu du sud-est
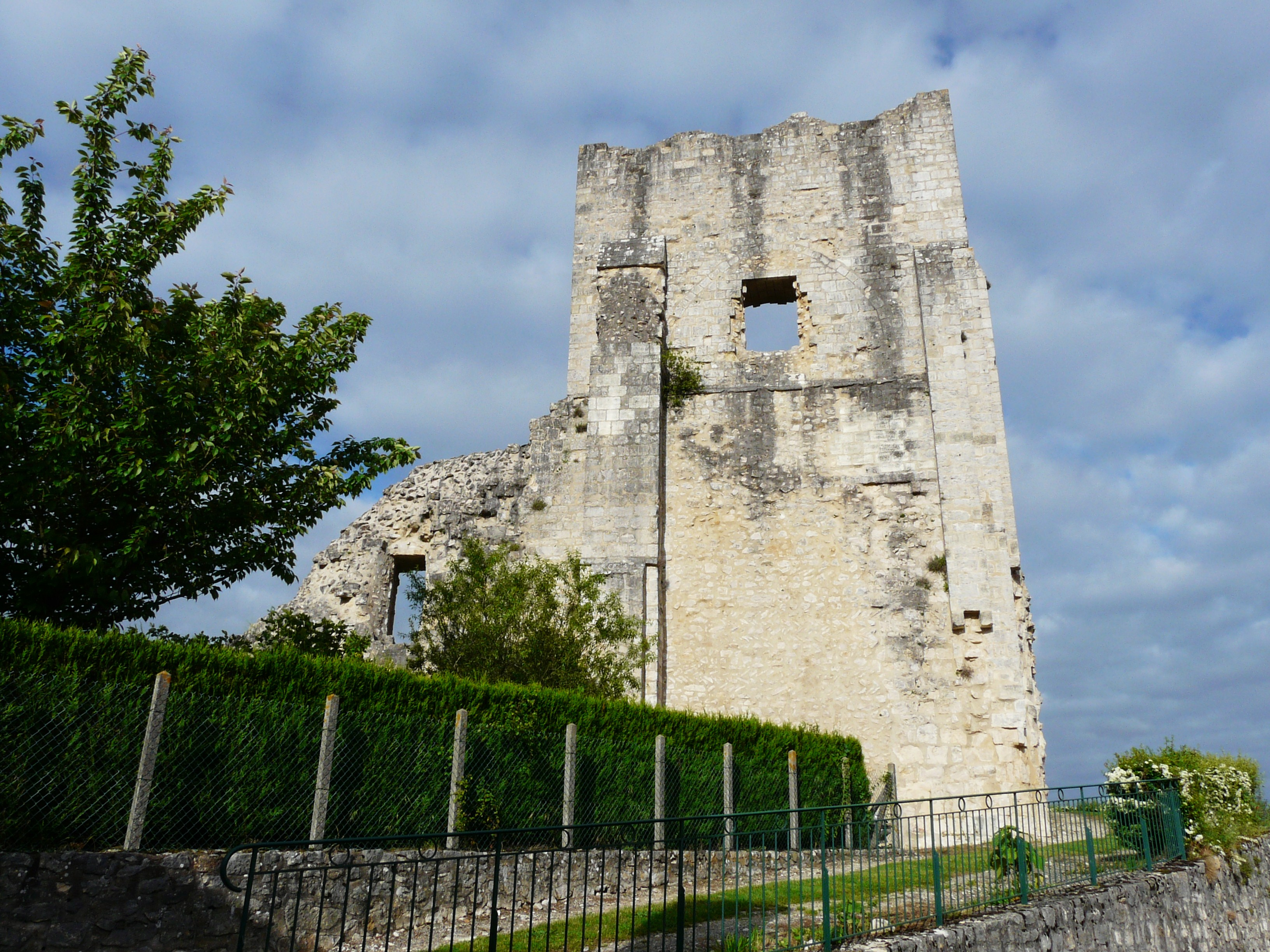
Vu du nord
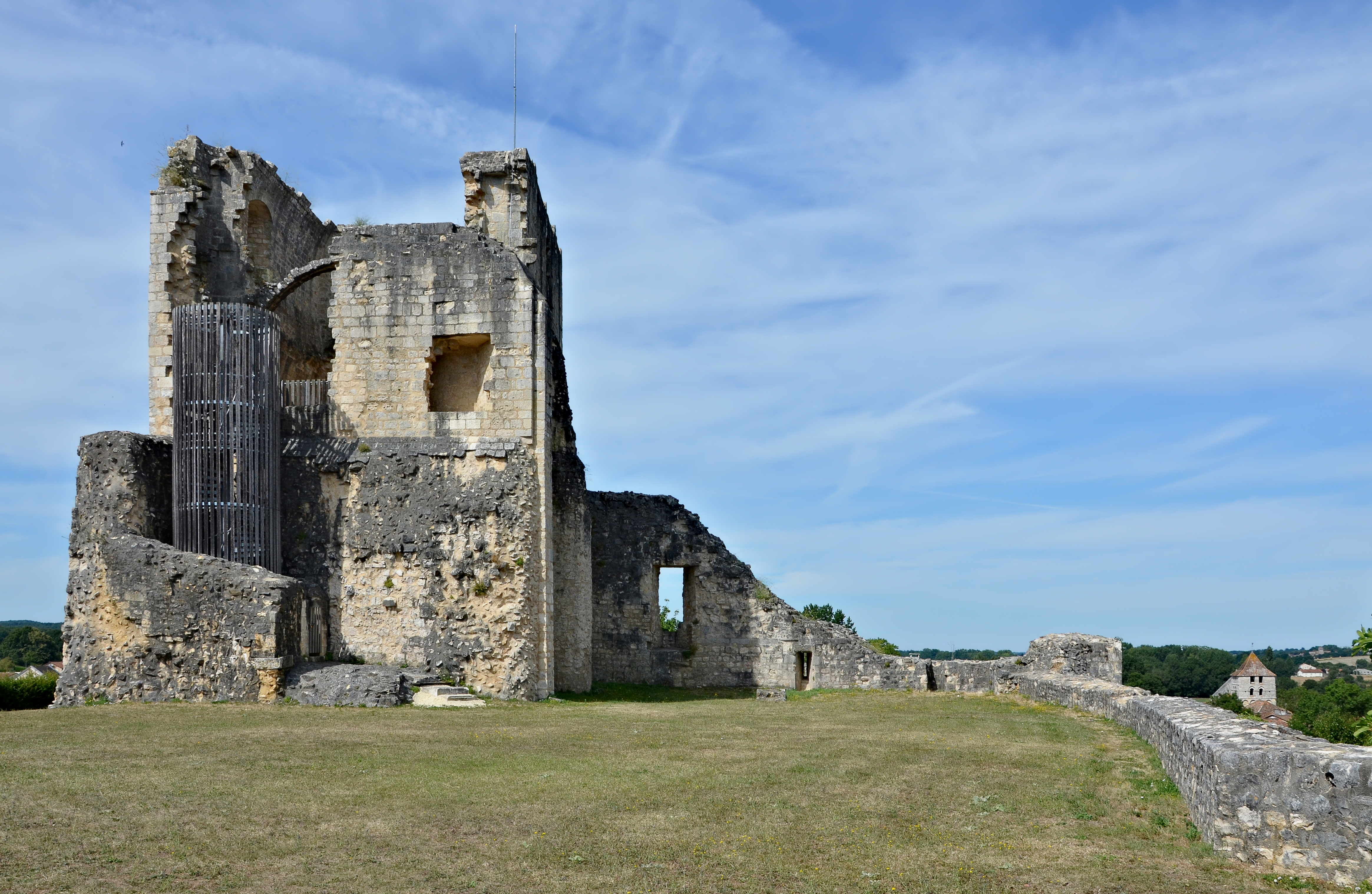
L'esplanade du château
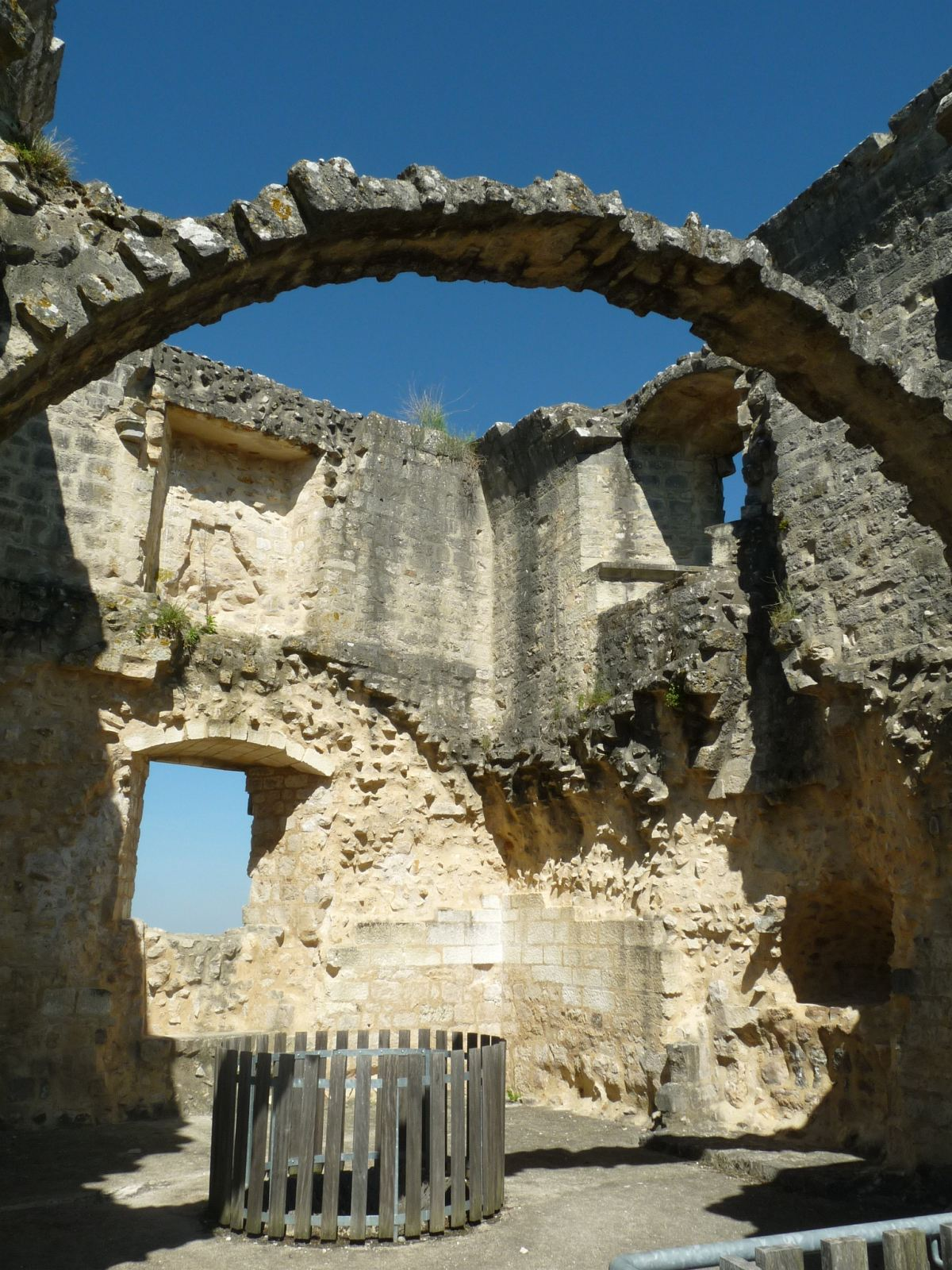
L'intérieur du donjon
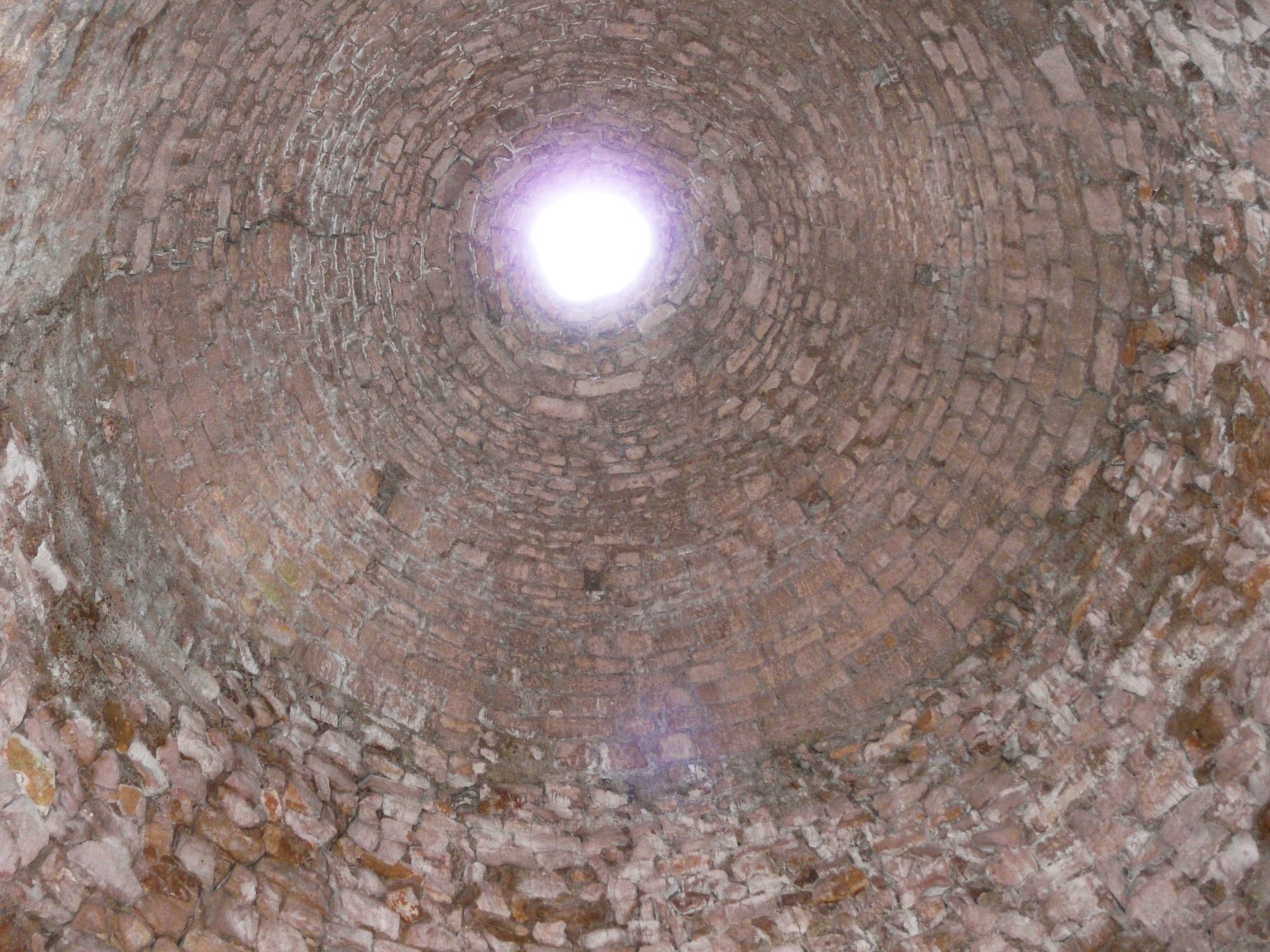
Coupole à l'intérieur du donjon
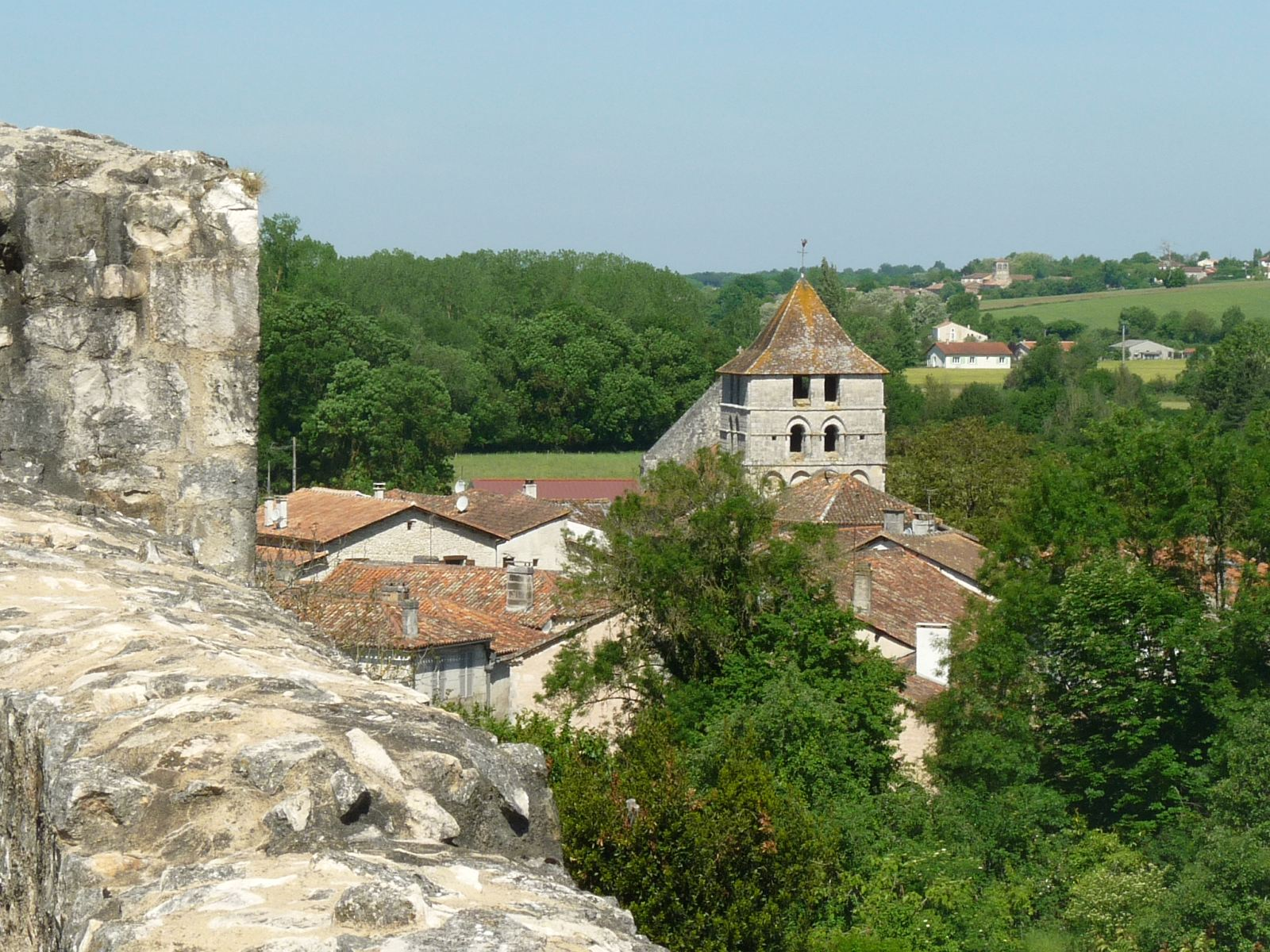
Vue sur l'église de Marthon
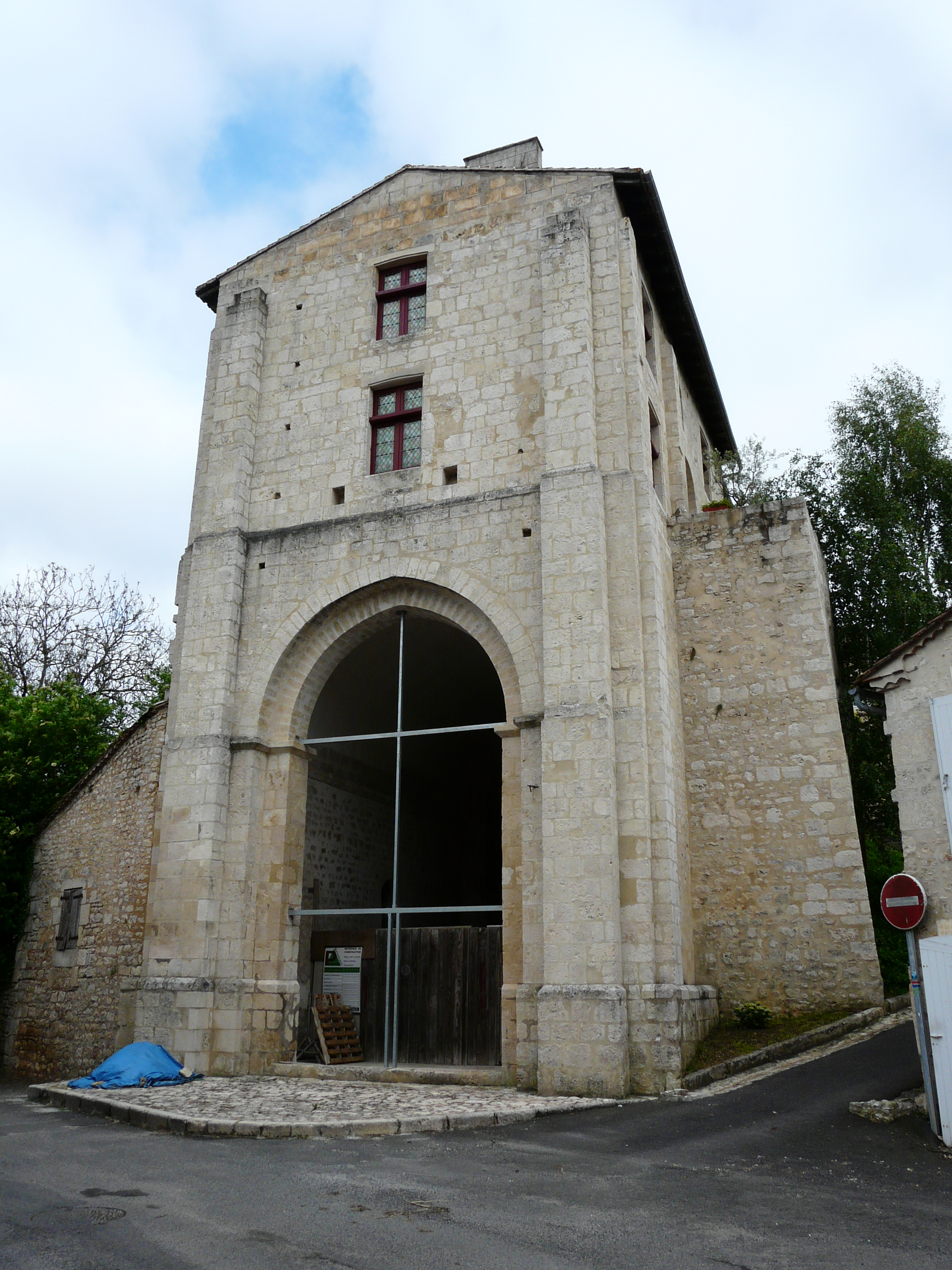
La chapelle-porte au pied